# Felix Jones
Felix Jones (født 8. maj 1987 i Tulsa, Oklahoma, USA) er en amerikansk footballspiller (running back), der pt. er free agent. Han har tidligere spillet flere sæsoner i NFL for Dallas Cowboys og Pittsburgh Steelers.

## Klubber
- Dallas Cowboys (2008−2012)
- Pittsburgh Steelers (2013)